# Henriette Koch
Henriette Koch (Allerød, 3 de abril de 1985) es una deportista danesa que compitió en vela en la clase 470. Ganó una medalla de plata en el Campeonato Europeo de 470 de 2011.

## Palmarés internacional
| \| Campeonato Europeo \| Campeonato Europeo \| Campeonato Europeo \| Campeonato Europeo \| \| Año \| Lugar \| Medalla \| Clase \| \| ------------------ \| -------------------- \| ------------------ \| ------------------ \| \| 2011 \| Helsinki (Finlandia) \| Medalla de plata \| 470 \| |                      |                  |       |
| Campeonato Europeo |                      |                  |       |
| Año | Lugar                | Medalla          | Clase |
| 2011 | Helsinki (Finlandia) | Medalla de plata | 470   |